# آلکسی سیساکیان
آلکسی سیساکیان (ارمنی: Ալեքսեյ Սիսակյան؛  زادهٔ ۱۴ اکتبر ۱۹۴۴ - درگذشته ۱ مهٔ ۲۰۱۰) فیزیک‌دان اهل ارمنستان بود.

## زندگی‌نامه
وی در ۱۴ اکتبر ۱۹۴۴ در مسکو به دنیا آمد وی پسر نورایر سیساکیان و برادر ایوسیف سیساکیان بود. وی از دانشکده فیزیک دانشگاه دولتی مسکو فارغ‌التحصیل گشت. وی عضو آکادمی علوم روسیه بود. همچنین برندهٔ جوایزی همچون نشان آنانیا شیراکاتسی ()، نشان برجسته افتخار، نشان دوستی، نشان افتخار فدراسیون روسیه، مدال بزرگداشت ۸۵۰مین سالگرد مسکو شده است. وی در ۱ مهٔ ۲۰۱۰ در سن ۶۵ سالگی در لارناکا درگذشت و در گورستان ترویکوروفسکوی به خاک سپرده شد.

## یادداشت
1. ↑  ֆիզիկամաթեմատիկական գիտությունների դոկտոր
2. ↑  ՄՊՀ ֆիզիկայի ֆակուլտետ
3. ↑  « «Աստանայի 10 տարի» մեդալ